# Римске провинције
Провинција (лат. provincia, множ. provinciae) била је у античком Риму највећа територијална и управна јединица државе ван Италије. 

## Доба републике

### Прве провинције
У почетку своје експанзије Рим је владао освојеним територијама латинских и италских градова тако што је неке укључио у римско грађанство и тако што је формирао билатералне савезе с већином италских градова-држава. После пунских ратова Рим је почео новопокореним територијама владати директно, као провинцијама. Сицилија је 241. године п. н. е. постала прва римска провинција, а следиле су је провинције Сардинија-Корзика 238. године и Хиспанија (подељена у две провинције) 197. године. После педесетогодишње паузе Македонија и Африка су 146. године претворене у провинције, а провинција Азија (северозападна Анатолија) установљена је 133. године. У принципу, сваком је провинцијом требало да се управља у складу са њеним статутом (лекс провинциае), збирком прописа коју су саставили освајач те земље и изасланство сената. Провинцијски је статут дефинисао организацију прикупљања пореза, која се разликовала од једне до друге провинције.
Провинцијски управни апарат био је минималан и непрофесионалан, јер су се Римљани веома много ослањали на локалне елите као посреднике између централне власти у Риму и локалног становништва. Сваке године из Рима је у провинцију долазио један сенатски магистрат са задатком да њоме управља са готово неограниченим овлашћењима. Пошто су у почетку намесници углавном били претори, стварање нових провинција је захтевало да се бира више претора (од 227. године било је их четворица, а од 197. године бирало се укупно шест претора). Провинције су се на управу додељивале коцком. Управник је са собом водио једног квестора, који је надгледао финансијске послове провинцијске управе, као и сенаторске пријатеље и рођаке који су му служили као заменици и саветници (legati). Међу нижим чиновницима који су помагали намеснику били су писари, који су водили архиву, и ликтори с фасцима (свежњавима прућа и секира), који су симболисали управну власт и који су извршавали пресуде које је намесник изрицао у кривичним парницама.
Главне су дужности провинцијског управника биле да одржава ред и сигурност и да убире порезе од становништва. Одржавање реда и сигурности често је подразумевало команду над војском, да би се одбиле спољне претње и угушили унутрашњи немири. Када није командовао војском, управник је време проводио у решавању судских спорова. Током републике прикупљање пореза било је уступљено приватним удружењима публикана, названих тако јер су на јавној лицитацији понудили највише да би добили уговор за прикупљање пореза. Дужност намесника је била да публикане држи у оквирима провинцијског статута, како не би сувише немилосрдно експлоатисали немоћно локално становништво, али је то било тешко. Намесници су очекивали да током свог мандата извуку профит, а неки су сарађивали са публиканима у потпуном осиромашивању провинција. После 167. године п. н. е. провинцијски порези били су довољни за издржавање римског и италског становништва, тако да су римски грађани престали да плаћају директне порезе.

### Раздобље позне републике
Крајем раздобља средње републике (264–133) дошло је до значајних промена у римској политици према провинцијама. Војна основа провинцијске управе била је задржана: намесник провинције био је у очима Римљана војни заповедник са неограниченим овлашћењима над свима осим над римским грађанима, у оквиру своје територије (provincia), коју му је доделио сенат. Он је увек био спреман – а у неким се провинцијама од њега и очекивало – да ратује и победи. Али, било је установљено да се та неограничена овлашћења често злоупотребљавају и да је на великим удаљеностима контрола сената тешко могућа. Из политичких, а можда чак и моралних разлога, нису се могле дозволити претеране злоупотребе без могућности неког правног лека. Стога, када је у принципу одлучено да се Картагина и Македонија припоје као провинције (149), у Риму је основан стални кривични суд (quaestio repetundarum) како би претресао жалбе против бивших управника и, тамо где је сматрао потребним, обезбеђивао исплату одштете. За преступнике није била предвиђена никаква казна, нити се против намесника могао покренути процес за време његовог мандата; ипак, тај је корак био основа у признавању одговорности за управљање империјом, а имао је и важне последице по римску политику.
Друга последица нових освајања била је значајна новина у управи. Када су Африка и Македонија постале провинције, одлучено је да се не повећа број виших магистрата (претора). Уместо тога, као део управног система била је установљена пророгација – останак неког магистрата на дужности pro magistratu (= „уместо магистрата"), након што му је мандат истекао, што се до тада користило када је због ванредних ситуација долазило до мањка редовних званичника: отада су сваке године најмање двојица претора остајала на дужности као пропретори. Тако је почео раскид између градске управе и стране команде, који ће постати главни принцип система за време Суле и развијеног Римског царства.

## Провинције у доба царства

### Раздобље раног царства
Октавијан Август је 27. године п. н. е., довршавајући успостављање принципата, све провинције поделио на сенатске и царске. Сенат је управљао старим, умиреним провинцијама (Африка, Бетика, Нарбонска Галија, Азија и Македонија), док је цар управљао осталим провинцијама (Сирија, три галске провинције, северне области Хиспаније и друге), које су заједно чиниле његову „провинцију“.
До 2. века н. е. царство је постало велики конгломерат народа и раса с различитим религијама, обичајима и језицима, а цареви су се задовољавали да им допусте да живе сопственим животима. Наравно, амбициозни људи који су се надали успешној каријери сматрали су корисним, ако не и неопходним, да усвоје понашање Римљана, а можда чак и њихов језик (мада су и говорници грчког често заузимали високе положаје). Међутим, локална је самоуправа углавном свуда била устаљено правило; ни латински језик ни римски обичаји нису наметани заједницама које су чиниле царство. То илуструје званична религијска политика: у складу с апсолутистичким тенденцијама, култ цара је постепено, али незадрживо постајао више теократски (Домицијан је имао титулу бога, а Комод ју је захтевао); ипак, то није узроковало потискивање неримских култова, уколико се нису сматрали неморалним (као друидизам, због људских жртава) или да могу узроковати јавне нереде (као хришћанство, због некомпромисног одбацивања свих богова осим сопственог).
Нема доказа да је централна власт намерно спречавала повећање броја службеника у провинцијама, али је њихов број свакако растао веома споро. Стога је одговорност богатих људи у провинцијским градовима била велика. На пример, у деловима у јужне Хиспаније и у јужној црноморској области, где се територија зависна од градова протезала неколико миља унаоколо, чланови градских сената нису били задужени само за прикупљање пореза, већ и за изградњу путева и организовање полицијске службе. И у својим градовима они су морали да прикупљају порезе; као група, морали су да надзиру приходе с муниципалног земљишта и од изнајмљивања зграда и од поклона дарежљивих грађана; морали су да одобравају планове за финансирање градње неког објекта у граду или за организовање годишњих фестивала или сајмова итд. Магистрати и чланови градских сената обично су морали да издашно плате да би били изабрани, а и после су плаћали нове дарежљиве контрибуције, колико је већ било потребно и колико су могли то себи приуштити, како би увеличали своју заједницу.
Кандидата је било довољно, углавном из следећа три разлога: одобравање и похвале од стране заједнице, које су јавно исказивани; увећање личног утицаја (тј. моћи); и коначно, нада у даље напредовање у каријери, уколико их примети управник провинције или чак сам цар. Нови су сенатори потицали управо из провинцијске елите.
Провинцијски градови су се, преко својих елита, међусобно такмичили. И у појединим су градовима постојала надметања елитних породица. Као последица тога, расли су стандарди муниципалних „доброчинстава“, што је охрабривало становништво које је, окупљено у свечаним приликама у амфитеатру, захтевало од својих вођа све више издатака. Цареви, који су схватили да добробит градова, драгуља њиховог царства, зависи од таквих „доброчинстава“, све су више интервенисали како би обезбедили да богаташи у једној заједници редовно обасипају своје суграђане поклонима. Повремено су, на пример, доношени закони који су обавезивали људе на испуњење својих предизборних обећања или су контрибуције везане за јавну службу, некада добровољне, чинили обавезнима. Као последица тога, у 2. веку први пут срећемо локалне аристократе који не желе да обављају јавне службе у свом граду; низ царских наредби да су такве особе дужне да обављају јавне функције протезаће се до далеко у будућност, са све већом строгошћу. 
Што се тиче нижих слојева становништва, њихов се глас у постојећим изворима ретко чује, осим у акламацији. Док год су богати добровољно покривали највећи део локалних трошкова, сиромашни нису осећали право да захтевају учешће у градској управи. Сиромашни су по обичају свакодневне проблеме решавали апелацијом на неког утицајног човека у својој заједници.
Према томе, савременици су друштво описивали једноставно у терминима два сталежа, вишег и нижег, богатог и сиромашног, моћног и зависног, познатих и безимених људи. Виши су се сталежи састојали од око 600 римских сенатора, 25.000 витезова и 100.000 сенатора у сенатима провинцијских градова; чинили су, дакле, 2 одсто укупног становништва. Овај је слој, чији су припадници од половине 2. века названи „угледнима“ (хонестиорес), био даље подељен на разне степене достојанства. Читав је, пак, сталеж имао право на посебно пажљив третман на суду. Остали су становници названи „понизнима“ (хумилиорес) и могли су бити мучени кад је требало да сведоче на суду; кажњавани су батинама, а не новчаним казнама; за озбиљније су злочине били погубљивани (на веома окрутне начине), а не слати у прогонство. Међутим, због постојећег система моћи, који је „понизне“ упућивао да се за помоћ обрате вишем сталежу, нижи слојеви нису чинили револуционарну масу, већ су представљали стабилан елемент. 
Поред тога, у градовима сурову слику расподеле богатства донекле ублажава одређени степен друштвене покретљивости. Ниједна друштвена група не нуди толико прича о успеху као група ослобођеника. На самом дну друштвене лествице налазили су се многобројни робови, који су чинили можда једну десетину становништва, барем у већим градовима ван Италије, и много већи проценат у Италији ― у самом Риму целу четвртину становништва. 

### Позно римско царство
Под Септимијем Севером (193–211) Италија је изгубила своје привилегије и, као све друге провинције, постала подложна новом порезу (аннона), који се плаћао у натури и служио за издржавање војске и царске бирократије.
Диоклецијан је, успостављајући нов систем државне управе – тзв. доминат, вишеструко увећао број провинција како би створио ефикасније јединство између поданика и управитеља. Чак је и Италија била подељена на десетак мањих јединица провинцијског типа. Мада су неколицином провинција још увек управљали сенатори (проконзули или конзули), већина је поверена витезовима (који су онда имали титулу praesides); они обично нису имали никакву војну власт, али су били одговорни за целокупну цивилну управу (правосуђе, полиција, финансије и порези). Провинцијски градови су изгубили своју аутономију, а порези су били прикупљани под директном контролом управника провинције. Уситњавање провинција надокнађено је њиховим груписањем у дванаест дијецеза, којима су управљали викарији (вицарии) из витешког сталежа, одговорни непосредно цару. Диоклецијан је, такође, променио управне области у Египту, спроводећи модел какав налазимо и на осталим местима, тако што је у свакој области најважнијем граду поверавао одговорност за целу ту област. Тако је и Египат, који се до тада сматрао својеврсном личном царевом имовином, изједначен с осталим провинцијама.
До почетка 4. века настале су већ велике разлике између европских и источних провинција. Те се разлике најбоље објашњавају променом фокуса енергије царства. Фокус се може лоцирати на месту где је спровођена највећа регрутација војника, у области доњег Дунава, како је 3. век одмицао; у концентрацији војних издатака у тој области; и у месту цареве резиденције, која се шездесетих година 3. века преместила из Рима у Милано, а касније у област доњег Дунава (где је долазило до најжешћих ратова), и коначно у Никомедију (Диоклецијанову престоницу). Ниједан од тетрарха није изабрао Рим ― његови дани као средишта царства били су завршени ― а када је, од различитих источних градова које је разматрао, Константин Велики изабрао Византион за своју сталну резиденцију, он је само завршио један веома дуги процес. У међувремену, рајнска граница и горњи Дунав били су мете сталних варварских напада. Како се може закључити на основу остатака фортификација у Панонији, Галији, Британији и Хиспанији, унутрашња полицијска служба била је напуштена. Трговачки промет, који је био кључ за напредак економије и урбанизације, постајао је све несигурнији и тежи. Виле су се претвориле у самодовољна села, а мањи су градови такође поново попримили облик села. Виталност су сачували само већи градови, као Бордо, Арл или Картахена.
Током прве половине 5. века варвари су се постепено учврстили у Западном римском царству, упркос напорима римског војсковође Флавија Аеција, који је заповедао малом војском најамника и Хуна. Аеције је 436. године ослободио Арл и Нарбон од Визигота, Франке је делом одбацио преко Рајне, а делом инкорпорисао као савезнике, поражене Бургунде је населио у Сапаудији (данас Савоја), а Алане сместио у Орлеан. Остале су провинције биле изгубљене: Британија, коју су Римљани напустили још 407. године, потпала је под власт Англа, Саса и Јита; велико краљевство Свева, формално у савезу с Римом, а заправо независно, основано је после одласка Вандала, те се повезало с Визиготима, којима је владао Теодорик I и који су се населили на земљи око Гароне.
Територије које су биле у непосредном окружењу Римског царства
- Гетулија (Gaetulia), данашњи јужни и средишњи Алжир

- Фезан (Phasania), данашња југозападна Либија

- Нубија (Nubia), данашњи северни Судан и јужни Египат

- Арабија Феликс (Arabia Felix), данашња Саудијска Арабија

- Партијско царство - Партија (Parthia), данашњи Иран

- Кавкаска Иберија (Iberia), данашња источна Грузија

- Територија племена Сармати - Сарматија (Sarmatae), данашња Украјина

- Територија германског племена Маркомани - Маркоманија, данашња Чешка и Словачка

- Германија (Magna Germania), данашња Немачка источно од реке Рајне, Пољска и Чешка

- Батавија (Batavia), данашња Холандија

- Каледонија (Caledonia), данашња Шкотска

- Хибернија (Hibernia), данашња Ирска